# Broddetorps kyrka
Broddetorps kyrka är en kyrkobyggnad i Hornborga församling (före 2006 Broddetorps församling) i Skara stift. Den ligger i Broddetorp i norra delen av Falköpings kommun.

## Den medeltida kyrkan
Den första kyrkobyggnaden var belägen en kilometer öster om den nuvarande och uppfördes på 1100-talet. Anläggningen bestod ursprungligen av ett långhus och ett smalare kor med absid. Den var uppförd på sockel av sandstensblock. En anfangslist som troligen kommer från triumfbågen finns ännu bevarad, samt en påkostad altarprydnad, så kallad antemensale, i förgylld koppar från 1100-talets senare del.

## Kyrkobyggnaden
Den nuvarande kyrkan tillkom 1821, under Karl XIV Johans regeringstid, vilket en minnestavla ovanför huvudentrén visar. Vid tillkomsten av den nya kyrkan revs inte enbart Broddetorps gamla kyrka, sockenkyrka i Broddetorps socken, utan även de i Bolum, Hornborga och Sätuna. Då dessa var byggda i sandsten kom man att återanvända kvaderstenen vid uppförandet av den gemensamma kyrkan i Broddetorp. Även inventarier, gravstenar och kyrkklockor överfördes till nybygget. Drivande i arbetet var kyrkoherde Gustaf Bratt, byggmästare Per Eriksson från Bredared och arkitekt Gustaf af Sillén. Både exteriör och interiör är välbevarade och kyrkorummet präglas av originalinredningen som är målad i vitt, grått och guld.

## Inventarier
- Den romanska dopfunten, med vegetativ utsmyckning, har tillhört den äldre kyrkan.
- Predikstolen och altarprydnaden är utförda av bildhuggare Wallin från Vänersborg.
- Byggnadsdetaljer från de rivna medeltidskyrkorna har bevarats i vapenhuset, bland annat två profilerade sidoposter och ett fönsteröverstycke från Broddetorps gamla kyrka.

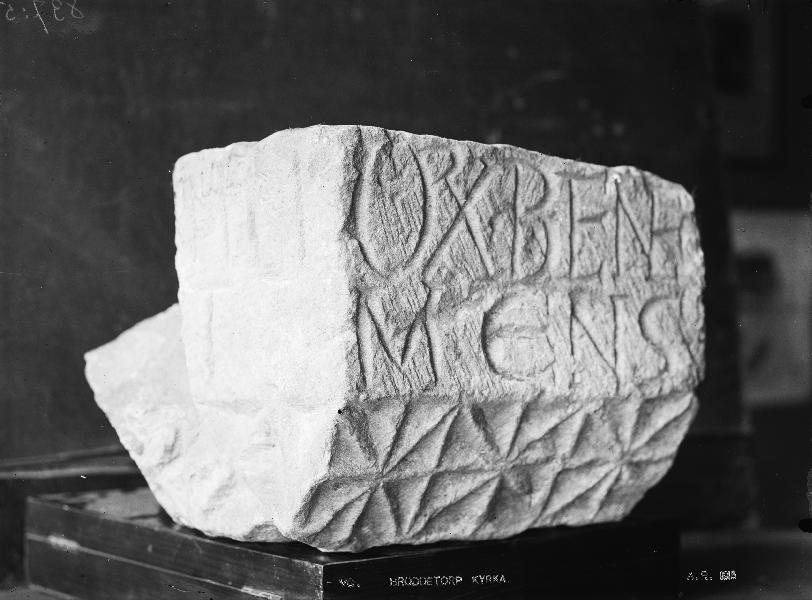
Kapitäl från gamla kyrkan
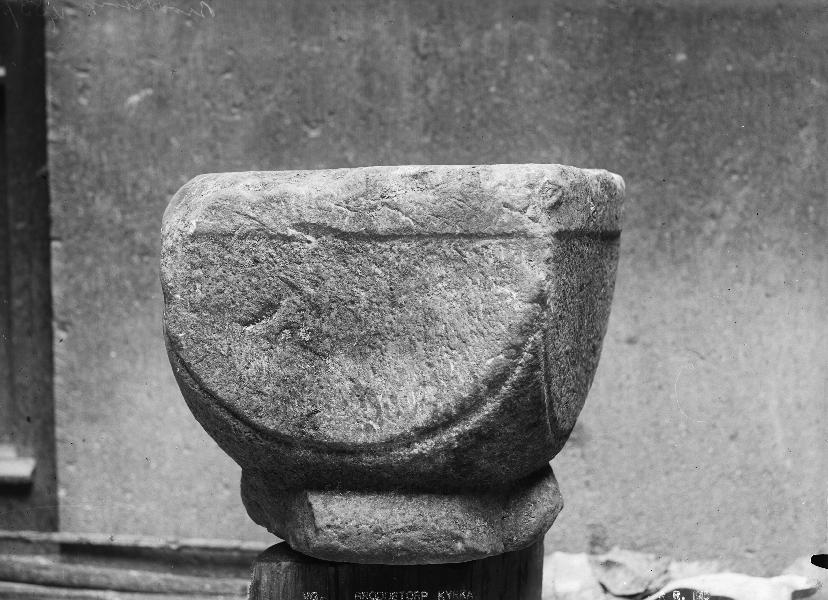
Tärningskapitäl från gamla kyrkan.
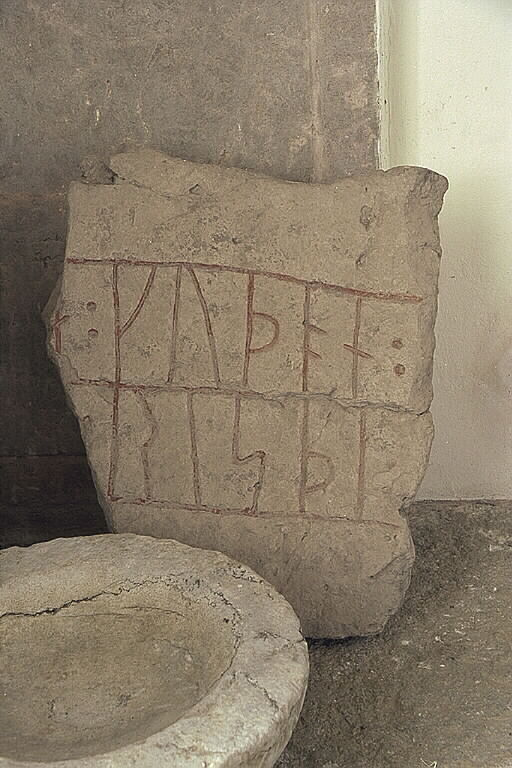
Resterna av runsten Vg 82

### Broddetorpsantemensalet
Ett antemensale från 1100-talet, som nu finns på den permanenta utställningen om medeltida kyrkokonst i Statens historiska museum. Det är av ek och beklätt med drivna och förgyllda kopparplåtar. Bilderna visar scener ur Frälsarens levnad.

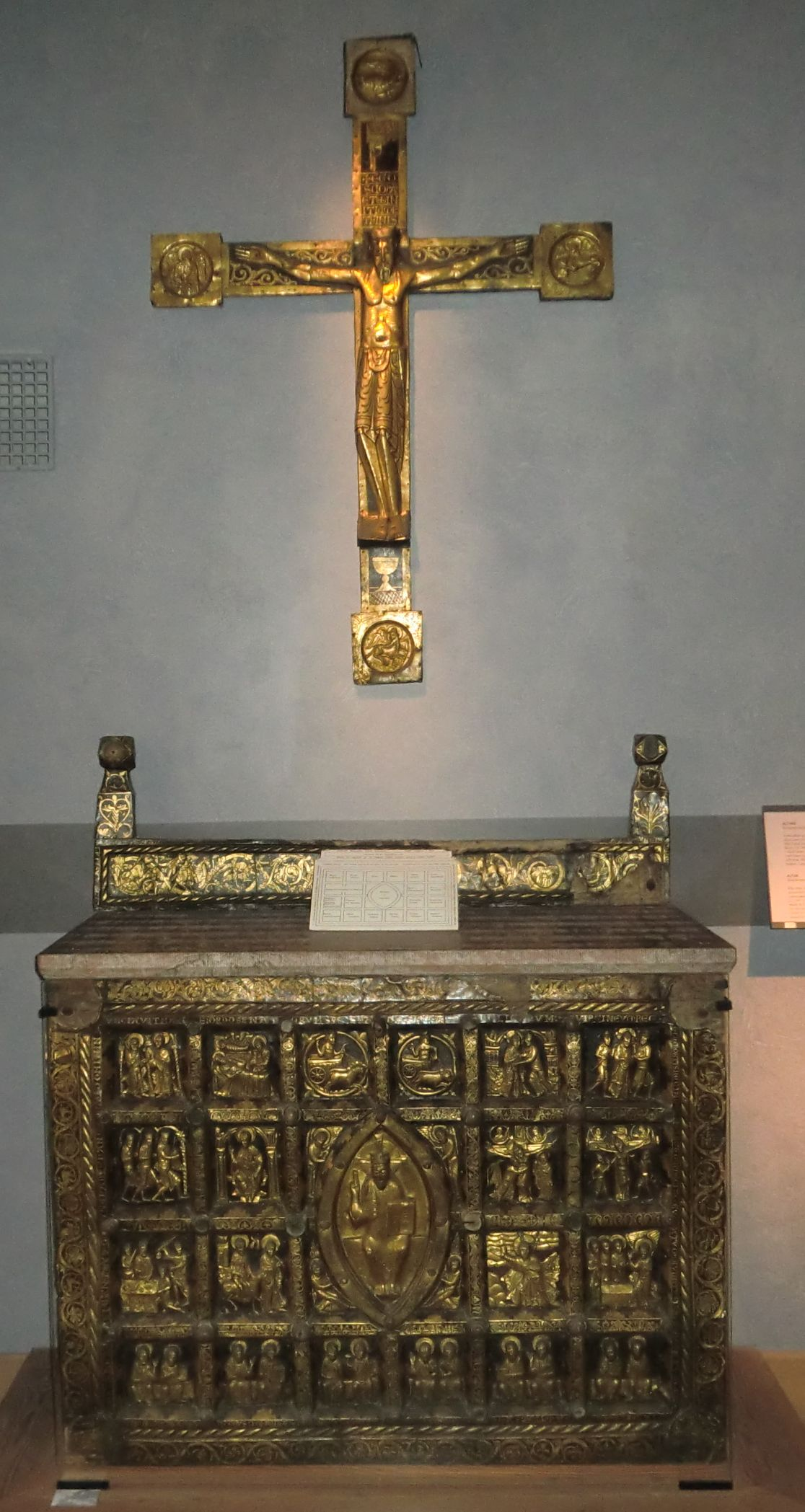
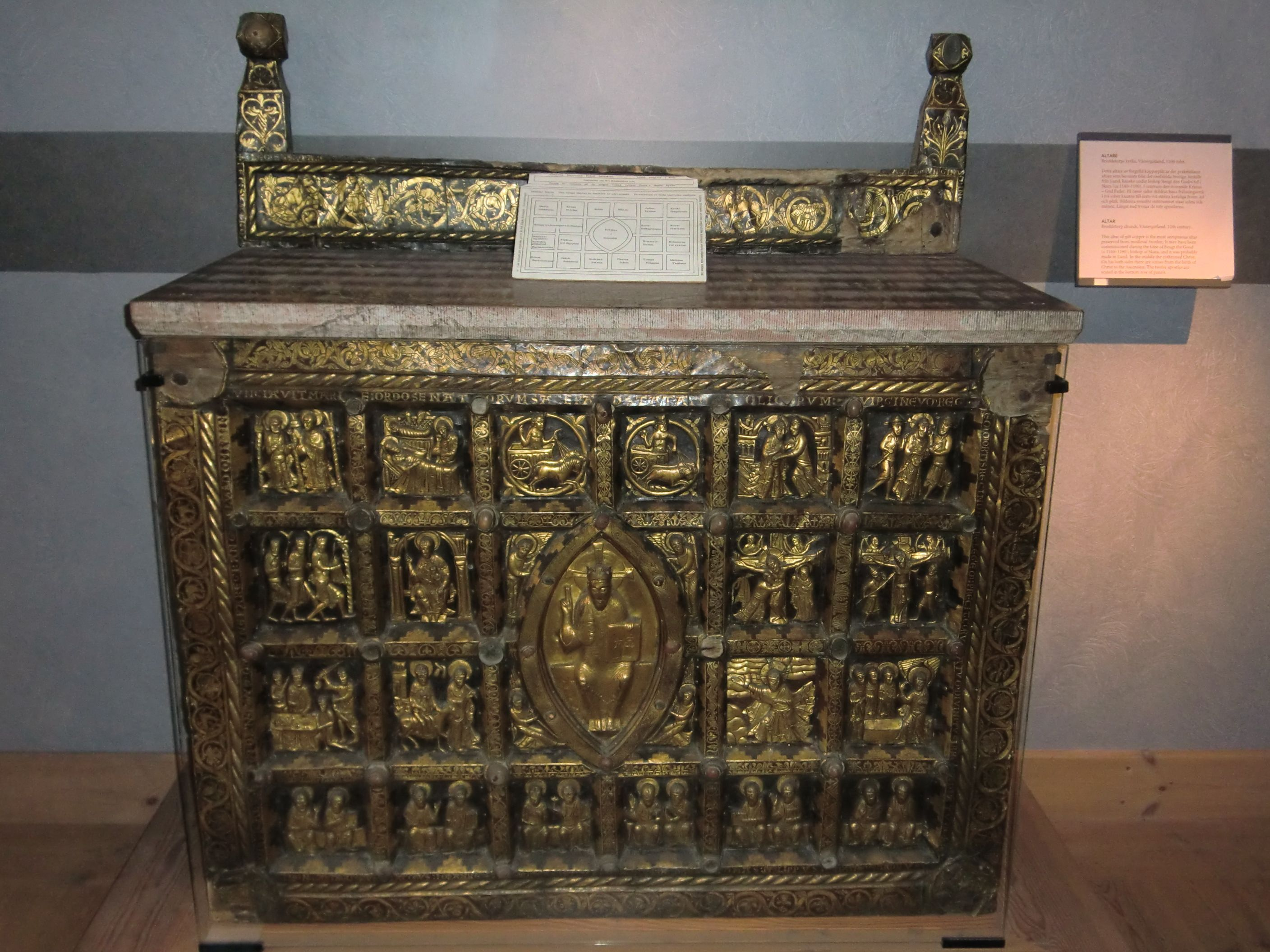
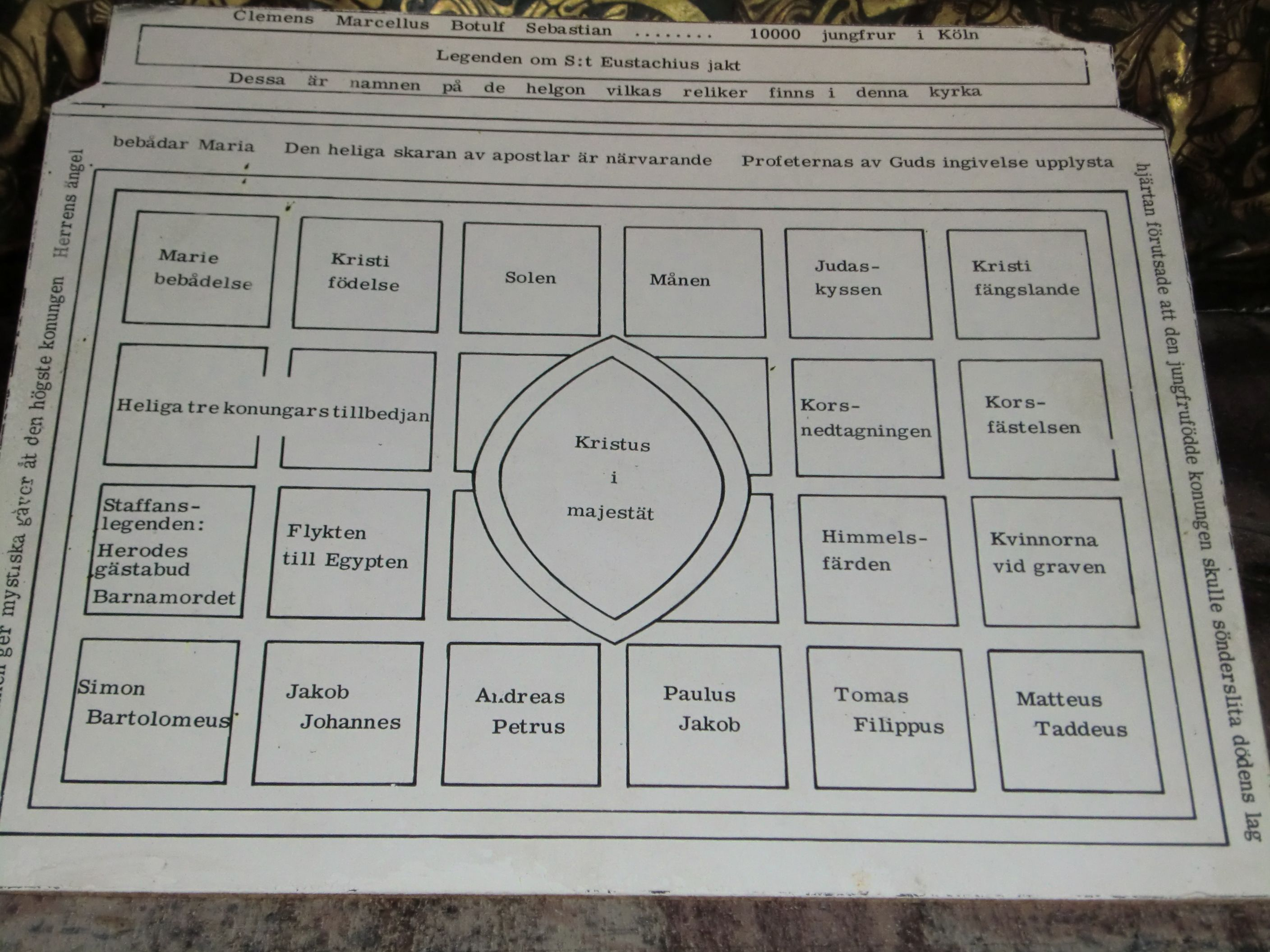
Förklaring till bilderna på altaret
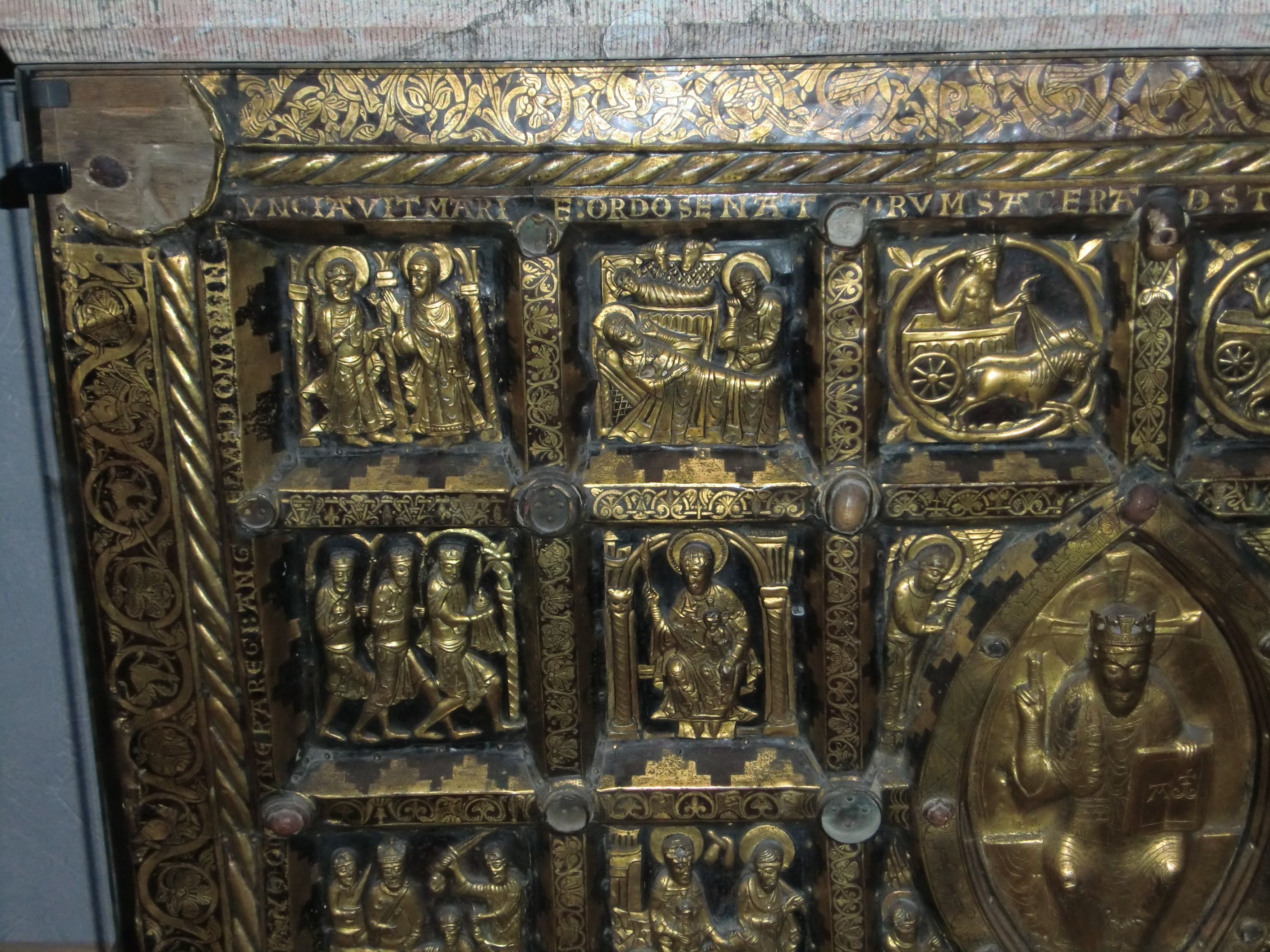
Närbild av övre vänstra hörnet
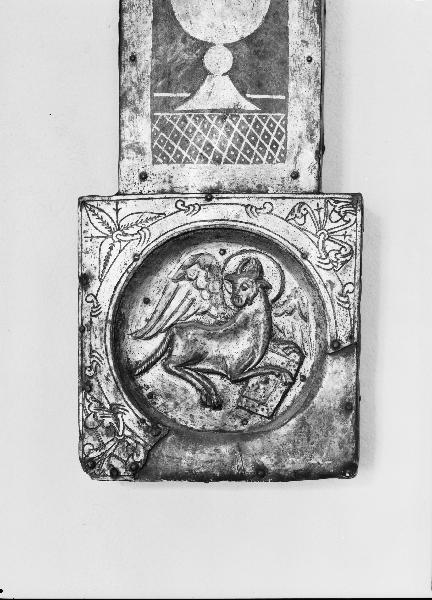
Detalj av krucifixet som hör ihop med antemensalet.

### Klockor
I kyrkan hänger tre klockor som ska ha sammanförts från de raserade kyrkorna i Bolum, Hornborga och Sätuna, men den individuella tillhörigheten är okänd.
- Storklockan, som är gjuten 1491, har skriftband med en latinsk inskrift, som på svenska lyder: Herrens år 1491 på kyrkoherden Haqvini tid blev jag gjuten.
- Mellanklockan är av senmedeltida typ och saknar inskrift och årtal.
- Lillklockan är äldst och av samma typ som den i Saleby kyrka vilket innebär att den troligen har tillkommit på tidigt 1200-tal. Den har inga inskrifter utan endast fyra små ristade kors — ett i varje väderstreck.[2]

## Orglar
- På västra läktaren finns en orgel byggd 1924 av Nordfors & Co. Den är i det närmaste i ursprungligt skick bortsett från Kvinta 2 2/3' som bytts ut mot Oktava 2' samt Violin 4' som bytts mot Svegel 2' och anses därför i sin helhet vara ett mycket gott exempel på Lidköpingsfirmans orglar från denna tidsepok. Fasaden är inte ljudande och instrumentet har fjorton stämmor fördelade på två manualer och pedal.[3]

| Manual I (C-g3) | Manual II (C-g3)    | Pedal (C-f1)  | Koppel   |
| --------------- | ------------------- | ------------- | -------- |
| Borduna 16'     | Violin-Principal 8' | Subbas 16'    | II/I     |
| Principal 8'    | Salicional 8'       | Violoncell 8' | I/P      |
| Rörflöjt 8'     | Voix celeste 8'     |               | II/P     |
| Gamba 8'        | Flöjt oktaviant 4'  |               | I 4'/I   |
| Oktava 4'       | Svegel 2'           |               | II 4'/II |
| Oktava 2'       |                     |               |          |
| Trumpet 8'      |                     |               |          |

Automatisk pedalväxling, två fria kombinationer, tutti, forte, piano samt utlösare.
- I koret finns en orgel från 1975 tillverkad av Smedmans Orgelbyggeri. Den har sju stämmor fördelade på manual och pedal.[4]

| Manual (C-g3)     | Pedal (C-d1) | Koppel  |
| ----------------- | ------------ | ------- |
| Gedackt 8'        | Subbas 16'   | Man/Ped |
| Rörflöjt 4'       |              |         |
| Principal 2'      |              |         |
| Blockflöjt 2'     |              |         |
| Nasat 1 1/3'      |              |         |
| Scharf 2 chor     |              |         |
| Crescendosvällare |              |         |

## Bilder

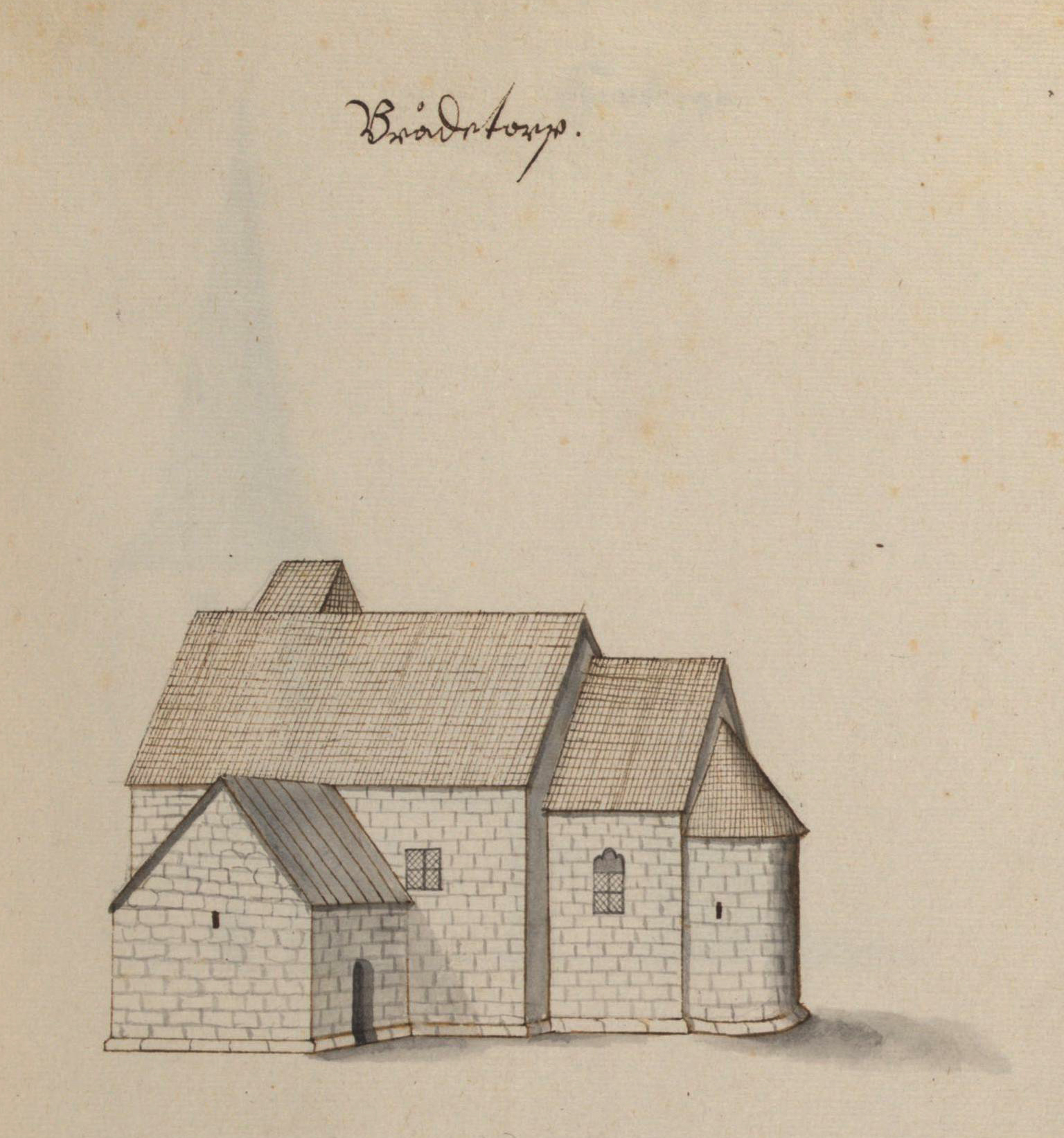
Medeltidskyrkan på teckning omkring 1670. Huven som syns bakom långhuset är troligen en fristående klockstapel.
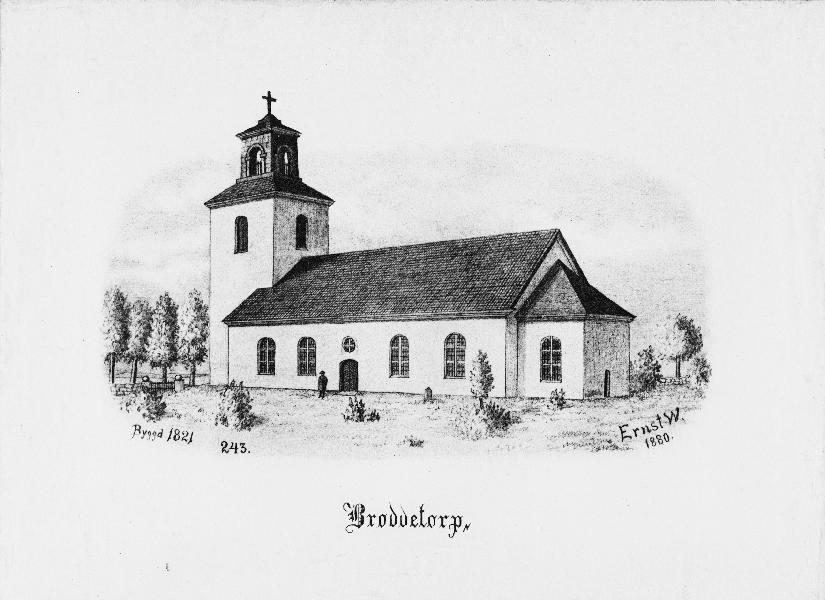
Kyrkan på teckning 1880
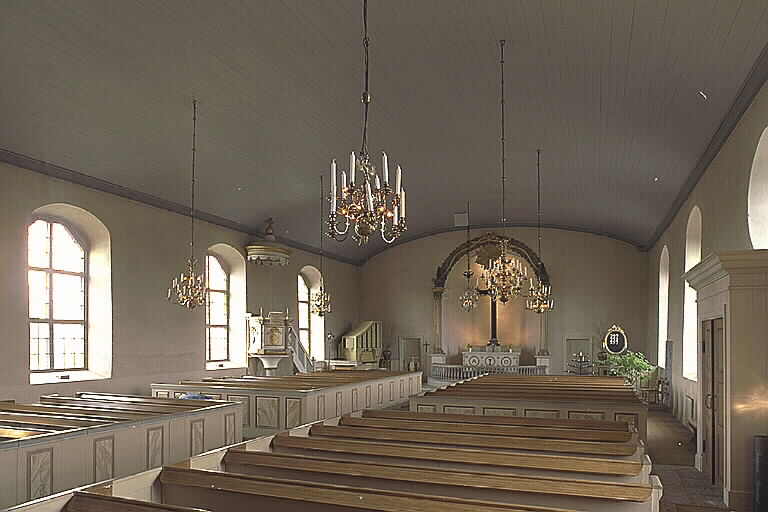
Interiör mot koret
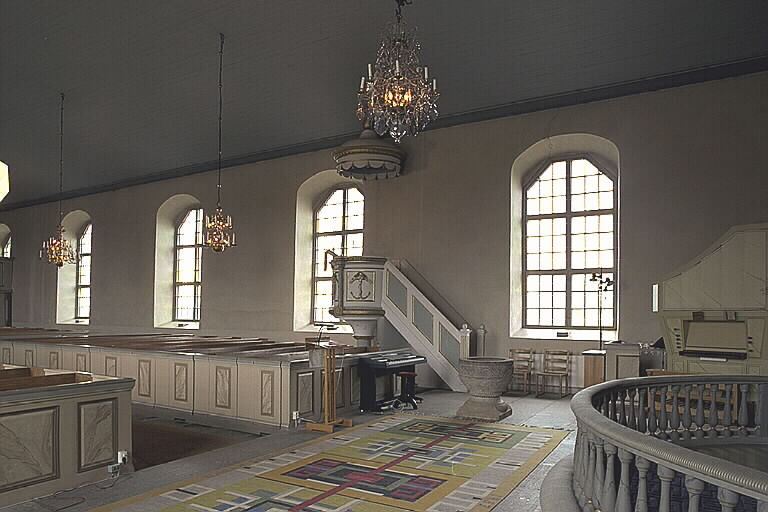
Interiör mot predikstolen
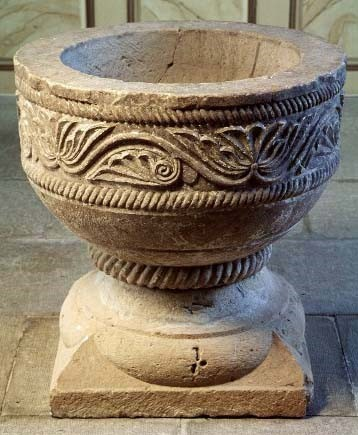
Dopfunten är från 1100-talets andra hälft. Den bär spår av kredering vilket innebär att den ursprungligen varit målad.
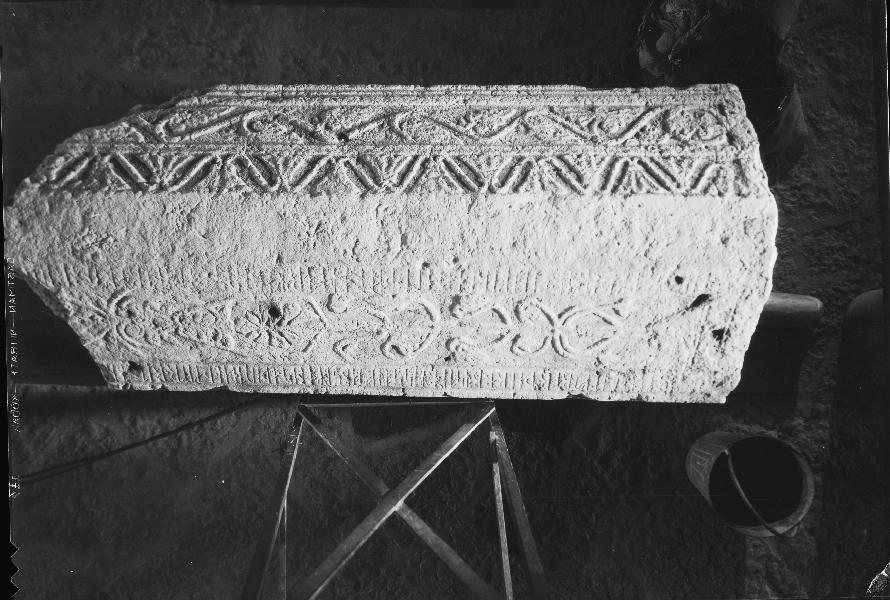
VG 81, sannolikt ristad av Haraldus Stenmästare. Mitten av 1100-talet.

### Skulpturer från Broddetorp på Falbygdens museum

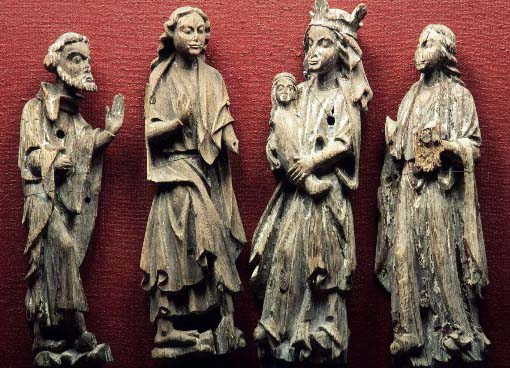
Skulpturgrupp i ek från 1400-talet.
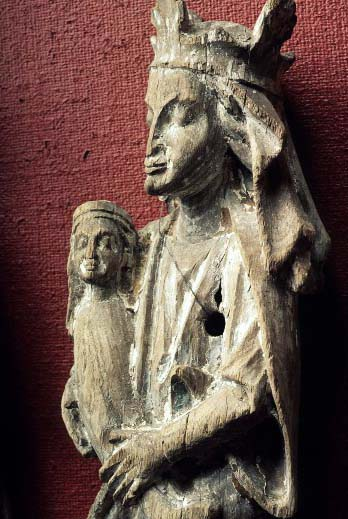
Madonna
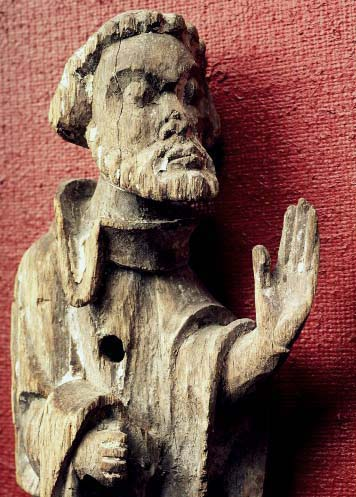
Apostel, attribut förlorat.
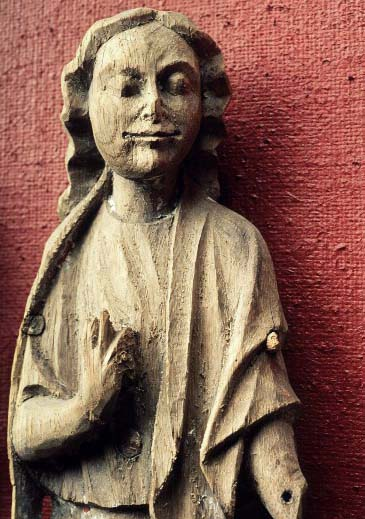
Apostel, attribut förlorat.